# Scarmiglione

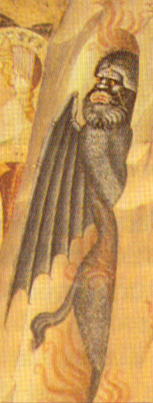
Démon, Andrea di Bonaiuto, fresques des Cappellone degli Spagnoli à Santa Maria Novella, Florence.

Scarmiglione (Mal-peigné) est le nom du second démon des Malebranche inventé et cité par Dante aux chants XXI, XXII et XXIII de l'Enfer de la Divine Comédie.
Son caractère est imprégné du style de la comédie qui caractérise cet épisode. Virgile parle avec Malacoda, et Dante est blotti derrière: se retournant, il s'aperçoit que quelques diables le regardent d'un air menaçant, et qu'ils parlent entre eux, feignant de ne pas être entendus: (paraphrase) 

« Ei chinavan li raffi e "Vuo' che 'l tocchi", 

diceva l'un con l'altro, "in sul groppone?". 

E rispondien: "Sì, fa che gliel'accocchi". 

Ma quel demonio che tenea sermone

col duca mio, si volse tutto presto

e disse: "Posa, posa, Scarmiglione!" »

— Enfer, XXI 100-105
Lamennais donne de ces vers la traduction suivante : 

« Ils abaissaient les crocs : « Et veux-tu, disait l’un à l’autre, que je le touche sur la croupe ? » Et ils répondaient : « Oui, accroche-le par là. » Mais le démon qui discourait avec mon Guide se tourna vite et dit : « Paix, paix, Scarmiglione! » »

— Traduction Lamennais
Dante n'est pas du tout choqué ou horrifié de cet épisode, parce que ces sentiments ne sont pas conformes au style utilisé ici. De toute façon, alors qu'il est en pleine discussion, Malacoda, contrôlant furtivement la scène, arrête de suite les mauvaises intentions des deux diables dont Scarmiglione. 
Le poète puise, ensuite, dans le vocabulaire populaire et vulgaire pour bien marquer la manière grotesque et bouffonne de ce dialogue, tel le terme groppone (croupe). 
Le nom Scarmiglione semble dériver de scarmigliare (écheveler), emmêler les cheveux, raison pour laquelle son apparence doit probablement être en rapport avec son nom.
Ce diable ne fait pas partie de la troupe qui accompagnera les deux poètes-pèlerins dans la visite du Chant. Certains ont également noté un parallèle avec le nom de Jean Charmillon, à l'époque le "roi des bouffons de Troyes " par décret du roi de France.

## Source
- (it) Cet article est partiellement ou en totalité issu de l’article de Wikipédia en italien intitulé « Scarmiglione » (voir la liste des auteurs).